# Ducado de Sajonia-Coburgo
El Ducado de Sajonia-Coburgo fue un antiguo ducado de Alemania situado en el actual estado federado de Baviera, perteneciente a los llamados Ducados Ernestinos, ya que eran gobernados por duques de la línea Ernestina de la casa sajona de los Wettin.

## Historia

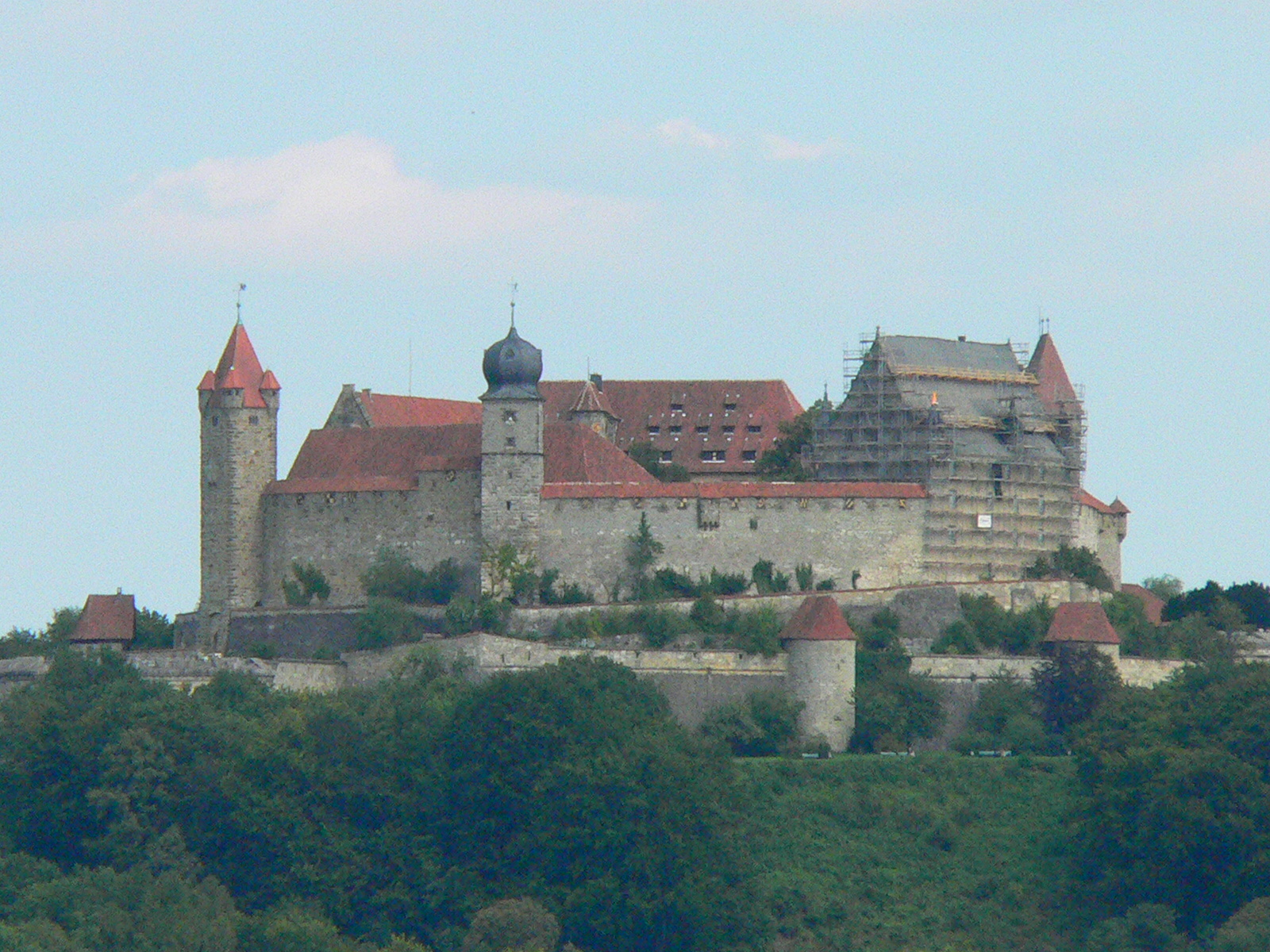
Veste Coburgo.

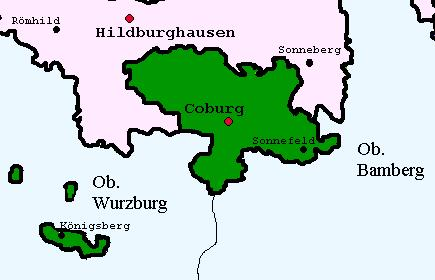
El Ducado de Sajonia-Coburgo (en verde).

A partir de 1347, el territorio de Coburgo perteneció a los Wettin. Fue constituido en principado en 1572 en favor de Juan Federico II el Mediador, hijo de Juan Federico I el Magnánimo tras su derrota en Mühlberg. Al morir el duque Juan Casimiro, después de muchas disputas es unido a las posesiones de Ernesto I el Piadoso de Sajonia-Gotha, que lo reconstituye en ducado para su hijo Alberto. A su muerte, sin descendencia, el ducado es disputado entre sus hermanos quedando finalmente en la herencia de Juan Ernesto de Sajonia-Saalfeld, quedándose constituido el nuevo Ducado de Sajonia-Coburgo-Saalfeld, que en 1826 se convertiría en el Ducado de Sajonia-Coburgo-Gotha.

## Ciudades
- Rodach, Neustadt de Coburgo, Ebersdorf, Sonnefeld, Rossach.
  - Exclaves: Königsberg, Nassach, Erlsdorf.

## Duques de Sajonia-Coburgo
- Juan Federico II (1572-1586)
- Juan Casimiro (1586-1633)

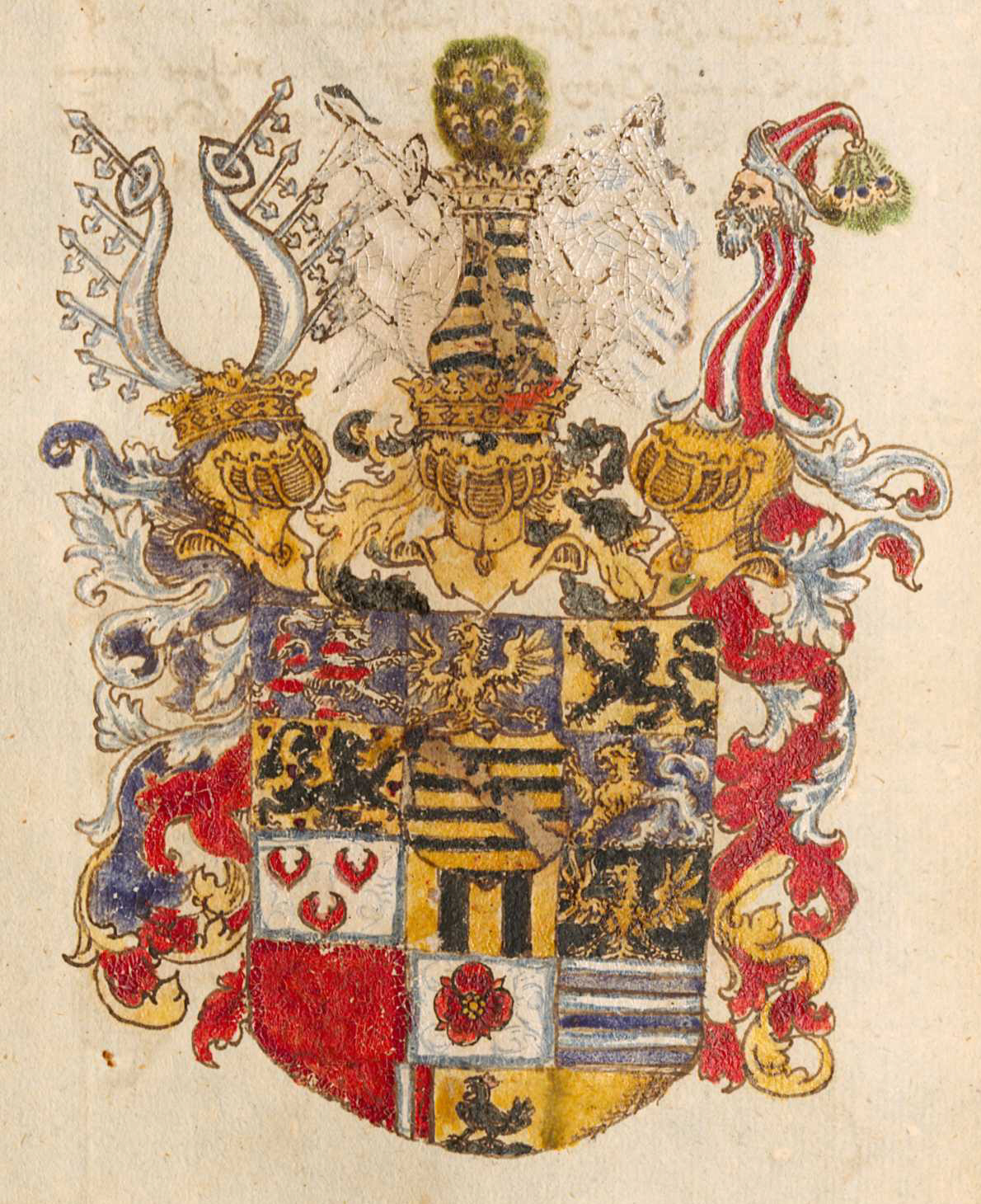
Armas de Juan Casimiro de Sajonia-Coburgo

- Juan Ernesto de Sajonia-Eisenach (1633-1638)
- Federico Guillermo II de Sajonia-Altenburgo (1638-1669)
  - Lo disputan Juan Jorge II de Sajonia, Mauricio de Sajonia-Zeitz, Federico Guillermo II de Sajonia-Altenburgo
- Ernesto I de Sajonia-Gotha (1672-1674)
- Federico I de Sajonia-Gotha (1674-1680)
- Alberto (1680-1699)

- El ducado pasa a ser de Sajonia-Coburgo-Saalfeld